# Trigonotylus americanus
Trigonotylus americanus är en insektsart som beskrevs av Carvalho 1957. Trigonotylus americanus ingår i släktet Trigonotylus och familjen ängsskinnbaggar. Inga underarter finns listade i Catalogue of Life.